# Limnophilella inquieta inquieta
Limnophilella inquieta inquieta is een ondersoort van de tweevleugelige Limnophilella inquieta uit de familie steltmuggen (Limoniidae). De soort komt voor in het Neotropisch gebied.